# Peter Pellegrini
Peter Pellegrini (Banská Bystrica, 6 ottobre 1975) è un politico slovacco, 6º Presidente della Repubblica Slovacca dal 15 giugno 2024.
In precedenza, ha anche ricoperto l'incarico di Presidente del Governo del Paese dal 22 marzo 2018 al 21 marzo 2020, di presidente del Consiglio nazionale dal 25 ottobre 2023 al 7 aprile 2024 e ancora dal 25 novembre 2014 al 23 marzo 2016.

## Biografia
Il bisnonno Leopoldo Pellegrini (1856-1942) era italiano di Salter, attuale provincia di Trento. Giunse in Slovacchia, all'epoca parte dell'Impero austro-ungarico, alla fine del XIX secolo per lavorare al cantiere della ferrovia tra Levice e Zvolen. Ebbe una relazione con la slovacca Mária Kunovská e si trasferì nel villaggio di Lehôtka pod Brehmi, nel distretto di Žiar nad Hronom, dove si dedicò all'agricoltura introducendo nuovi sistemi di coltivazione.

### Governo Pellegrini
In seguito alle dimissioni di Robert Fico, conseguenti all'assassinio del giornalista Ján Kuciak, Pellegrini è stato designato, il 16 marzo 2018, primo ministro dal presidente Andrej Kiska, nonostante le critiche delle opposizioni e le proteste di piazza, entrando però in carica solo il 22 marzo 2018.
Ciò accadde poiché una prima richiesta di nomina dei ministri, inoltrata il 20 marzo 2018, fu prontamente respinta dal presidente della Repubblica Andrej Kiska, che formulò specifiche riserve e richiese la proposta di nuova lista di nomine per affrontarle. Per questo motivo, dunque, solo una nuova lista di ministri, proposta due giorni dopo e prontamente analizzata dal presidente, permise a Pellegrini di poter entrare ufficialmente in carica.
All'interno di quest'ultima, rilevante fu il fatto che il governo Pellegrini affidò l'incarico di ministro dell'interno a Tomáš Drucker, politicamente indipendente, scelto dallo stesso Presidente del Governo entrante per la sua imparzialità, con lo scopo di garantire la regolarità dell'indagine sulla morte di Ján Kuciak (come richiesto dal presidente).
Terminò il suo incarico, in seguito all'insediamento del governo Matovič il 21 marzo 2020, constatato l'esito delle elezioni parlamentari.

### Fondazione di Voce - Socialdemocrazia
Nel 2020, staccandosi da Direzione - Socialdemocrazia (SMER-SD), ha fondato il partito di centro-sinistra Voce - Socialdemocrazia (HLAS-SD).

### Presidente del Consiglio Nazionale
Il 25 ottobre 2023, in seguito all'esito delle elezioni del 2023, viene rieletto presidente del Consiglio nazionale, dopo aver già ricoperto il ruolo dal 25 novembre 2014 al 23 marzo 2016.

### Presidenza della Repubblica
Candidatosi alle elezioni presidenziali del 2024 con il supporto del suo partito e di Direzione - Socialdemocrazia (SMER-SD), nonché di altri partiti minori, risulta eletto presidente della Repubblica con il 53,12% dei voti, battendo così sensibilmente il suo avversario Ivan Korčok.